# Wasserstoffperoxid-Sterilisation
Die Wasserstoffperoxid-Sterilisation (auch: Wasserstoffperoxidgas-Sterilisation, englisch Vapour Phase Hydrogen Peroxide (VPHP) Sterilisation oder Vaporized Hydrogen Peroxide [geschützter Name: VHP]) ist ein  Niedertemperatur-Sterilisationsverfahren unter Verwendung von gasförmigem Wasserstoffperoxid. Es findet beispielsweise in der Lebensmittelindustrie bei der kaltaseptischen Abfüllung  von Getränken (Säfte, Wasser, UHT-Milch usw.) in Kunststoffflaschen aus PET oder HDPE als auch in der pharmazeutischen Industrie Anwendung. Das Verfahren wird bei Unterdruckbedingungen geführt.

## Hintergrund
Bei der kaltaseptischen Abfüllung wird ein steriles oder keimarmes Produkt in Flaschen abgefüllt, ohne anschließend zur Haltbarmachung noch einmal erhitzt zu werden. Die Flaschen müssen deshalb vor der Abfüllung sterilisiert werden, um eine Wiederverkeimung des sterilen Produkts auf diesem Wege zu vermeiden. Durch die Temperaturempfindlichkeit der Kunststoffmaterialien bedingt darf der Sterilisationsvorgang die Flaschen nicht erhitzen und es kommen deshalb chemische Sterilisationsverfahren zum Einsatz. Die Wasserstoffperoxid-Sterilisation verwendet eine wässrige Wasserstoffperoxidlösung mit einer Konzentration von 30 bis 35 Prozent, um die Keimabtötung zu erzielen.

## Verfahrensablauf
Die zu sterilisierenden Flaschen werden zunächst in eine Sterilisationskammer eingebracht. Die Sterilisationskammer ist als Vakuumgefäß ausgebildet und wird mittels Vakuumpumpen bis in den Grobvakuumbereich hinein evakuiert. Nun wird eine abgemessene Menge Wasserstoffperoxidlösung in einer Verdampfungseinrichtung verdampft. Durch eine Verbindung der Verdampfungseinrichtung mit der evakuierten Sterilisationskammer strömt der Dampf aufgrund der Druckdifferenz zwischen Verdampfungseinrichtung und evakuierter Sterilisationskammer in diese hinein. Der Dampf expandiert stark beim Einströmen in die evakuierte Sterilisationskammer, unterkühlt dabei und kondensiert augenblicklich. Der so entstehende Kondensatfilm überzieht alle Oberflächen innerhalb der Sterilisationskammer, alle Flaschenoberflächen, innen wie außen, als auch sämtliche inneren Oberflächen der Sterilisationskammer.
Die bei der Kondensation freiwerdende Kondensationsenthalpie erhitzt den entstandenen Kondensatbelag derart, dass das darin enthaltene Wasserstoffperoxid größtenteils dissoziiert. Dabei entstehen Radikale, insbesondere atomarer Sauerstoff, die die an den Oberflächen anhaftenden Mikroorganismen in Sekundenbruchteilen noch während des Kondensationsvorganges abtöten. Im Vergleich zu anderen Sterilisationsverfahren erfolgt die Keimabtötung sofort und es ist keine Einwirkzeit oder Haltezeit nötig.
Unmittelbar nach der Beendigung des Kondensationsvorganges werden Dampf und Kondensat durch Druckverringerung auf unter 1 hPa mittels Vakuumpumpen aus der Sterilisationskammer entfernt. Dabei verdampft der auf den Oberflächen aufliegende Kondensatfilm, sobald der sinkende Druck in der Sterilisationskammer unter den Dampfdruck des Kondensats fällt. Das Wiederverdampfen des Kondensats bewirkt eine Trocknung der Oberflächen und vollständige Entfernung des Wasserstoffperoxids.
Zur Entnahme der sterilisierten Flaschen muss die evakuierte Sterilisationskammer auf Atmosphärendruck geflutet werden. Hierzu wird sterile Luft verwendet, um eine Wiederverkeimung der nun sterilen Flaschen durch unsterile Luft zu vermeiden.
Das Verfahren benötigt eine Prozesszeit von sechs Sekunden. Gemessen an den bei Wasserstoffperoxid-Verfahren üblicherweise verwendeten Referenzkeimen, Endosporen verschiedener Stämme von Bacillus subtilis und Bacillus stearothermophilus, erreicht der Wasserstoffperoxid-Sterilisationsprozess sowohl in Count Reduction Tests als auch in End Point Tests Abtötungsraten von 106 bis 108 („log6“ bis „log8“), bzw. Keimreduktionen auf unter 10−6 bis 10−8 der Ausgangskeimzahl.
Die sterilisierten Gegenstände verlassen die Sterilisationskammer in vollständig trockenem Zustand. Nur die äußerste Oberflächenschicht der Gegenstände wird während des Sterilisationsvorganges leicht erwärmt (um etwa 10 bis 15 K). Das Verfahren ist für alle Anwendungen gut geeignet, in denen thermolabile Gegenstände sterilisiert werden müssen, in denen sehr hohe Abtötungsraten gefordert sind und die kurze Durchlaufzeiten benötigen.
Für medizinische Zwecke soll das Verfahren normiert werden.

## Leistungsbewertung
Zur Beschreibung der Leistung eines Sterilisationsverfahrens werden im üblichen Sprachgebrauch gleichbedeutend die Formulierungen „die Keimreduktion beträgt log6“, „die Keimabtötung beträgt log6“ oder auch „die Abtötungsrate beträgt log6“ verwendet, obgleich dies mathematisch nicht korrekt ist. Diese verbreiteten Ausdrucksweisen resultieren aus einer falschen Verwendung des mathematischen Ausdruckes log 106 = 6.
Bei den Begriffen Abtötungsrate, Keimreduktion und Überlebenswahrscheinlichkeit handelt es sich um Wahrscheinlichkeitsaussagen im statistischen Sinn. Sie können durch die folgenden zwei Beispiele verdeutlicht werden, die statistisch gleichwertig sind:
Beispiel 1: In einem Versuch wird ein mit 107 Keimen behaftetes Objekt mit einem Verfahren sterilisiert, das eine Keimreduktion um 6 Größenordnungen (106 oder „log6“) erreicht, d. h. bei dem die Überlebenswahrscheinlichkeit für die Keime 10−6 beträgt. Gemittelt über eine statistisch signifikante Anzahl solcher Versuche überleben dann 107 / 106 = 10 oder 107 • 10−6 = 10 Keime pro Objekt.
Beispiel 2: In einem Versuch werden mit jeweils 10 Keimen behaftete Objekte mit einem Verfahren sterilisiert, das eine Keimreduktion um 6 Größenordnungen (106 oder „log6“)  erreicht, d. h. bei dem die Überlebenswahrscheinlichkeit für die Keime 10−6 beträgt. Wenn eine statistisch signifikante Anzahl solcher Objekte sterilisiert wird, beträgt die Anzahl der auf den Objekten überlebenden Keime 10 / 106 = 10−5 oder 10 • 10−6 = 10−5, was bedeutet, dass jeweils ein überlebender Keim pro 105 = 100.000 Objekte angetroffen wird.
Streng genommen ist es auch falsch, von überlebenden Keimen zu sprechen. Das wesentliche Problem ist nicht unbedingt die Anwesenheit einiger Keime, sondern deren Fähigkeit zu kurzen Zellteilungszyklen, was zu einem zeitlich exponentiellen Anwachsen der Keimzahl führt. Bei einer großen Anzahl vorhandener Keime kann dann die von diesen erzeugte Menge an Stoffwechselprodukten, die teilweise höchst toxisch sind, zu Vergiftungserscheinungen unterschiedlichster Art führen. Das eigentliche Problem sind daher vermehrungsfähige Keime. Um deren Anzahl zu bestimmen, werden beispielsweise nach einem Sterilisationsvorgang die Oberflächen des sterilisierten Gegenstandes mit einer Pufferlösung abgewaschen und alle in dieser Lösung befindlichen Keime kultiviert. Enthielt die Pufferlösung vermehrungsfähige Keime, so bilden diese durch ihre exponentielle Vermehrung nach einigen Tagen makroskopische Kolonien auf dem Nährboden. Jede dieser Kolonien stammt nun – vereinfacht ausgedrückt – von einem vermehrungsfähigen Keim ab. Der korrekte Fachterminus hierfür lautet koloniebildende Einheit (KBE) bzw. auf Englisch colony forming unit (CFU).
Für die Leistungsbewertung kommen biologische Indikatorstreifen oder andere biologische oder chemische Indikatoren zur Anwendung.